# 英國上議院
英國上議院（英語：House of Lords of the United Kingdom），直譯為貴族院，是英國國會的上院，和英國君主與下議院共同組成英國國會。上議院有大約700多名非選舉產生之議員，當中包括英國國教會的26名大主教或主教（即神職貴族）以及600多名貴族（即世俗貴族）。神職貴族於其保有神職人員身份時續任，而世俗貴族則為終身職。
上議院始創於14世紀，1544年始用「上議院」（House of Lords）之名。1649年曾一度遭由英國內戰取得政權的英格蘭聯邦廢止，復於1660年。上議院之權力曾一度凌駕由選舉產生的下議院。然而，自19世紀以後，上議院之權勢逐漸衰退，至今已遠不如由選舉產生之下議院。據1911年至1949年間通過的多條國會法令規定，除包括預算案在內之各種撥款案外，所有由下議院通過的法令最多可於上議院擱置十二個月，但不可駁回。這項權力於政治學中稱為延宕性否決（suspensive veto）。據由《1999年上議院法令》（House of Lords Act 1999）所制定進行的革新，世襲貴族的席位予以廢除，僅保留兩席給國務重臣，以及另外90席由選舉產生之貴族代表議員。現今的聯合王國政府正審慎考慮作進一步革新，但尚未通過成為法律。
除了立法功能以外，上議院昔日尚擁有司法權，對聯合王國內所有民事案件及除蘇格蘭以外的刑事案件擁有終審權。歷史上，上議院的司法職能並不由全院共同行使，而是交由院內具法律經驗的議員們，即上議院高等法官。至於對於英聯邦地區案件的終審權，則基本上由英國樞密院行使之。不過在2005年憲制改革法案通過後，於2009年10月成立的聯合王國最高法院已接收上議院司法職能。
雖然英國下議院有限定的席位數目，上議院卻沒有相關限制。另一方面，英國是所有實行兩院制的國家當中，唯一一個上議院規模大過下議院的國家。除此之外，英國上議院是世界第二大國會議院，僅次於中國的全國人民代表大會。
上議院之官式全稱為「與會大不列顛與北愛爾蘭聯合王國國會之受尊崇的神職貴族與世俗貴族們」（The Right Honourable The Lords Spiritual and Temporal of the United Kingdom of Great Britain and Northern Ireland in Parliament Assembled）。上議院與下議院皆在西敏宮召開會議。

## 歷史沿革
在中世紀時期，如今的聯合王國是分成三個王國，分別為英格蘭、蘇格蘭與愛爾蘭，其中三個王國也分別有自己的議會。根據1707年的聯合法案將英格蘭議會與蘇格蘭議會合併成為大不列顛議會，在1800年所通過的《聯合法案》再將愛爾蘭議會於1801年合併，成立了英國國會。

### 賢人會議
英格蘭議會的起源可追寻到盎格鲁-撒克逊时期。盎格鲁-撒克逊的君主通常由賢人會議辅佐，賢人會議通常由国王的儿子和兄弟组成。郡長（earldormen），或各郡的行政及司法长官，以及高级神职人员在賢人會議同样拥有席位。国王仍拥有最终权力，但法律與國家內外的重大決策却只能通过寻求賢人會議的建议（以及后期的賢人會議同意）而制定。

### 大會議與御前會議
1066年威廉一世将其法蘭西王國的封建制度带到英格兰。随后他便将土地赐予其重要的军事支持者，这些人又将土地赠与他们的支持者，从而形成一套封建等级制度。那些直接从国王手中得到土地的人被称为领主，而他们的领地被称为采邑。威廉一世是一位专制君主，但他在制定法律之前也要向大會議（Magnum Concilium；由领主、國王宮廷的高級官員與擁有國王土地的神职人员组成）或御前會議（Curia regis；由在宮廷的權貴與宮廷官員组成）寻求咨询。

### 英格蘭議會

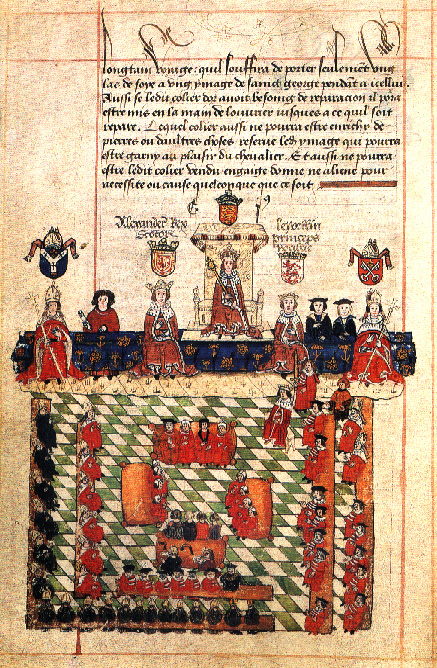
愛德華一世出席議會，國王右側為靈職議員，左側為俗職議員，中央為法官與司法官。約1278年。

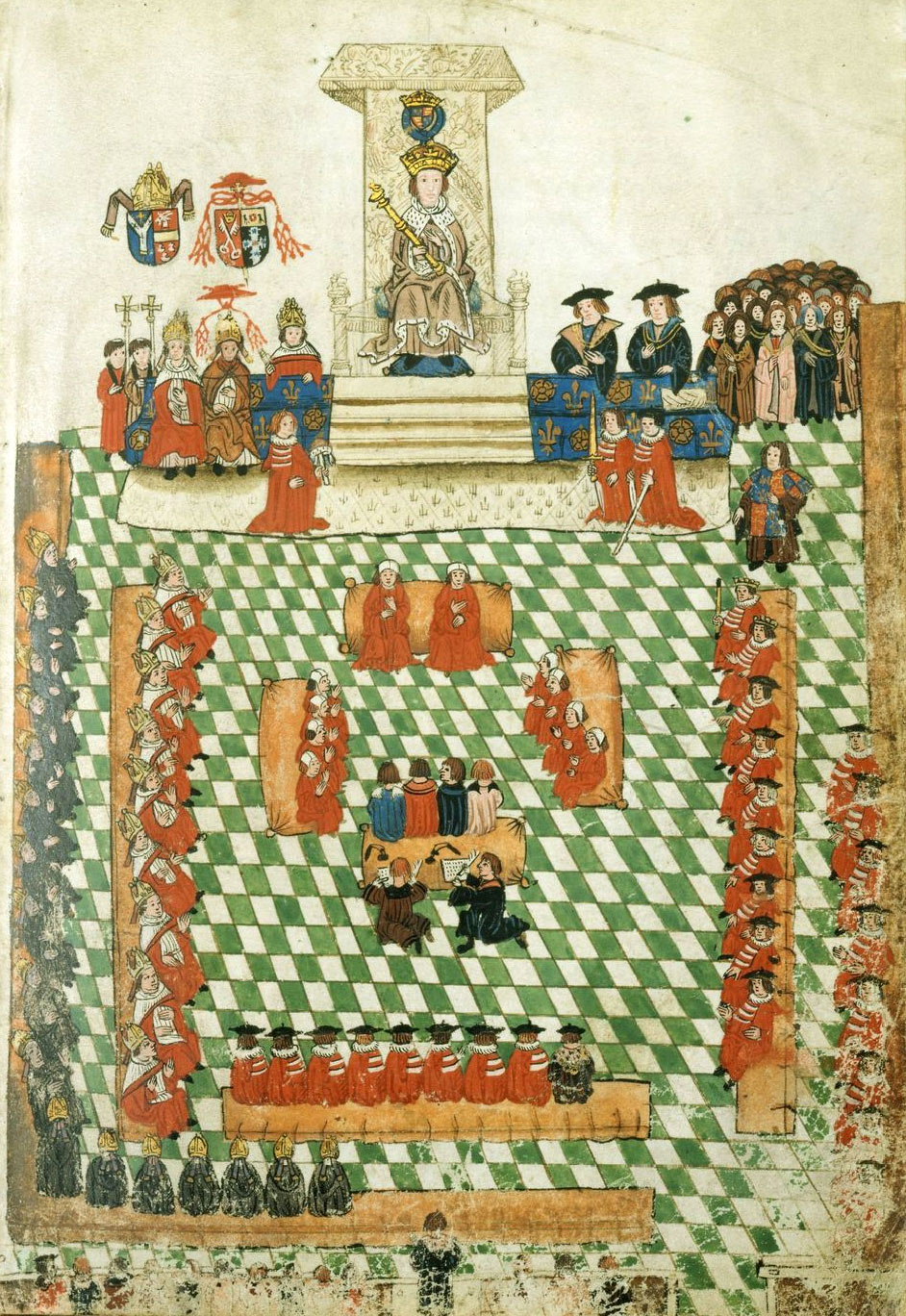
亨利八世出席議會。約1523年。

英格蘭議會自御前會議衍生而來。這種會議其後成為神職人員（包含大主教、主教、修道院院長）、貴族（伯爵、男爵等）、與各郡代表的組合（其後又加入各自治市（borough）代表）。
1295年愛德華一世召開模範議會，被視為往後議會的經典範例。在會議中各自治市（包括市鎮和城市）的代表首次獲准參加議會；自此以後，每郡都會派兩名騎士出席議會，而每自治市則派出兩名自治市市民，以作自治市之代表。最初，自治市代表基本上是毫無權力可言的，相較之下，每郡在議會中有固定的席位，但是自治市在議會擁有議席與否，卻全憑君主的愛憎喜惡，假若某自治市的代表議員顯露出獨立之意向，那他所代表的自治市便很大機會被排除於議會之外。至於騎士的地位，則比自治市代表要好，不過由於議會初期實行一院制，所以他們的力量始終不及議會中的貴族與神職人員。
議會之權威增長緩慢，隨著君權之升降而起伏。例如說，愛德華二世在位期間（1307年－1327年），貴族擁有無上權威，君權受制，而各郡與各自治市代表則軟弱無力。1322年，國會首次非經一般慣例或王室特許認可其職權，而是以國會自行通過確立其權威地位的方式，認可自身職權。愛德華三世在位期間（1327年－1377年），事態發展更進一步。其中最重要的一項是，國會於其在位期間一分為二：下議院（由各郡與各自治鎮代表組成）與上議院（由神職人員及貴族組成）。
雖則下議院位在君主與上議院之下，但早年的下議院也非一事無成的。在1376年召開的優良議會（Good Parliament）中，下議院議長彼得·德·拉·梅爾（Peter de la Mare）就曾公然批評賦稅太重，要求核查王室資產，另外又抨擊君主管理軍隊不善；至於下議院亦彈劾過君主身邊的侍臣。雖然這位抱不平的議長不久就因此身陷囹圄，但未幾愛德華三世駕崩後，他就得到獲釋。理查二世是愛德華三世的繼位君主，在位期間下議院也曾經彈劾過一些王室侍臣；這些下院議員更提出，下院應不止於管理稅收，公共開支也應由下院管理。在當時，儘管下院權力的確有所增長，但比起上議院和君主，其權力仍然是相形見絀。
15世紀早期，兩院所行使的職權都達到前所未見的程度。由於國內的貴族政治與神職人員影響重大，上議院遠較下議院更具權勢。十五世紀晚期英國爆發內戰玫瑰戰爭（因作戰兩貴族家族皆以玫瑰為家族紋章而得名），貴族勢力於此期間再度削弱。許多貴族或於戰鬥中死傷，或因捲入內戰而遭處決，其原有產業因而落入君主之手，直接導致封建制度凋零，各貴族所領之割據勢力一蹶不振。君主因而得以於國內重建無上權威。君權於十六世紀都鐸王朝統治期間持續增長，於亨利八世在位期間（1509年─1547年）達到最高峰。

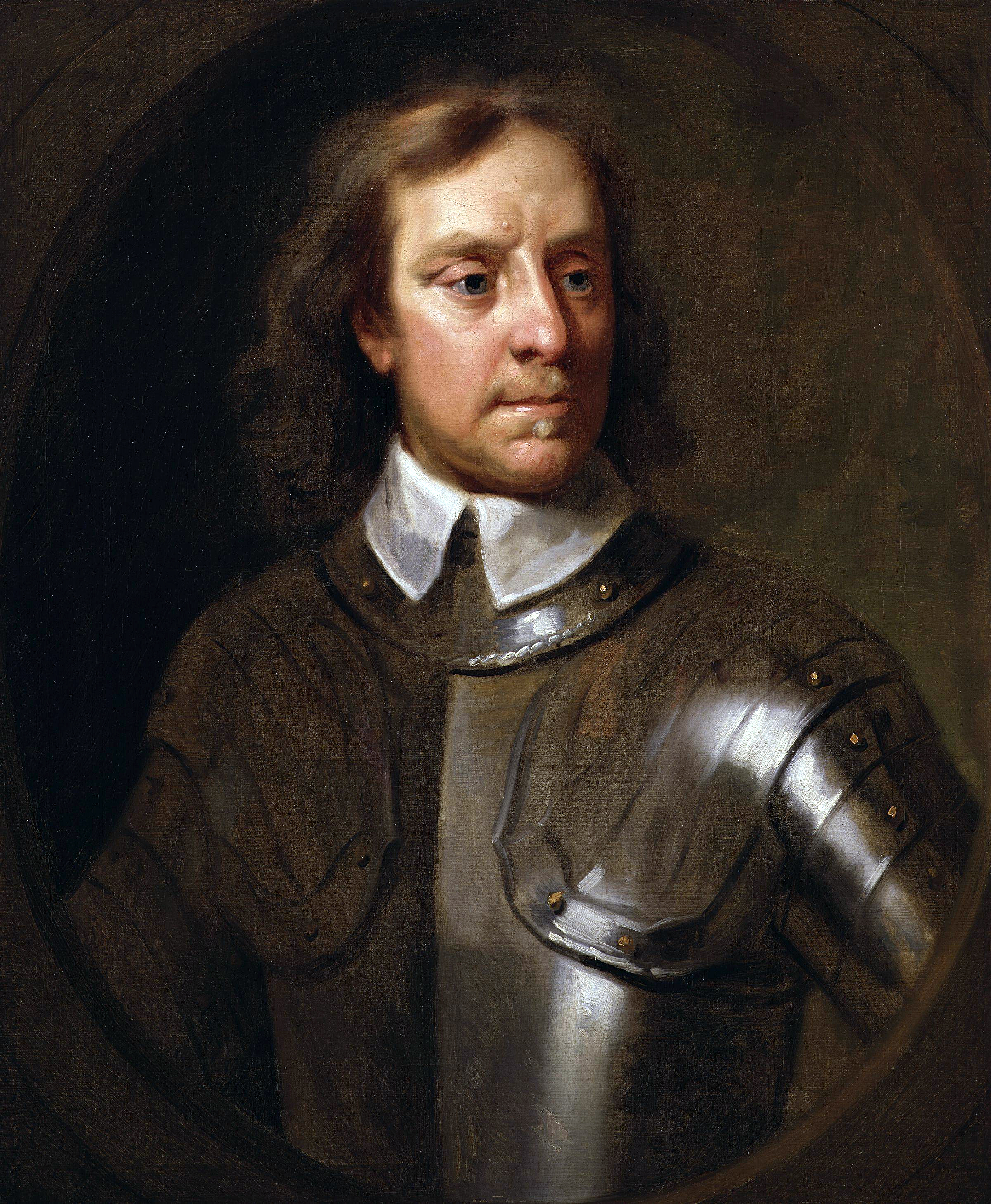
奧利弗·克伦威尔，曾任剑桥與亨丁顿選區議員。

上議院仍較下議院更具權勢，但下議院之影響力亦日見增長。其與上議院之連繫於17世紀中到達巔峰。君主與國會（大部分是下議院）的衝突最終於1640年代引發英國內戰。在查理一世於1649年敗北並遭處決後，英格兰联邦宣告成立，但這個联邦實質上由奧利弗·克伦威尔獨裁統治。在克倫威爾與其於下議院的擁護者支配的政府中，上議院大致上又變成無權無勢的機構。1649年3月19日，國會通過法令廢止上議院。
法令宣稱：
The Commons of England [find] by too long experience that the House of Lords is useless and dangerous to the people of England.

（漢譯：英格蘭各界長久以來體驗到上議院無益且危害英格蘭人民。）
直到1660年的公約議會（Convention Parliament）開會且君主復辟後，上議院方再度集會。此後上議院又回復為國會中較具權勢之一院。

### 大不列顛議會

#### 18世紀
在18世紀議會最顯著的改變，要算是首相一職的發展。後來在1782年，時任托利黨首相諾斯勳爵因為未能帶領大不列顛王國在美國獨立戰爭中取得勝利，結果遭議會通過不信任動議，使之被迫下野。此事反映出一個政府倘若不獲國會的支持，就要垮台，而這也正正是今日人們對民主政府的看法。不過另邊廂，儘管人們常認為政府一定要得到下議院的支持，但這其實是近代所發展開來的。同樣地，首相出身下院的慣例，也絕不是早於18世紀就出現的。

### 聯合王國議會

#### 19世紀

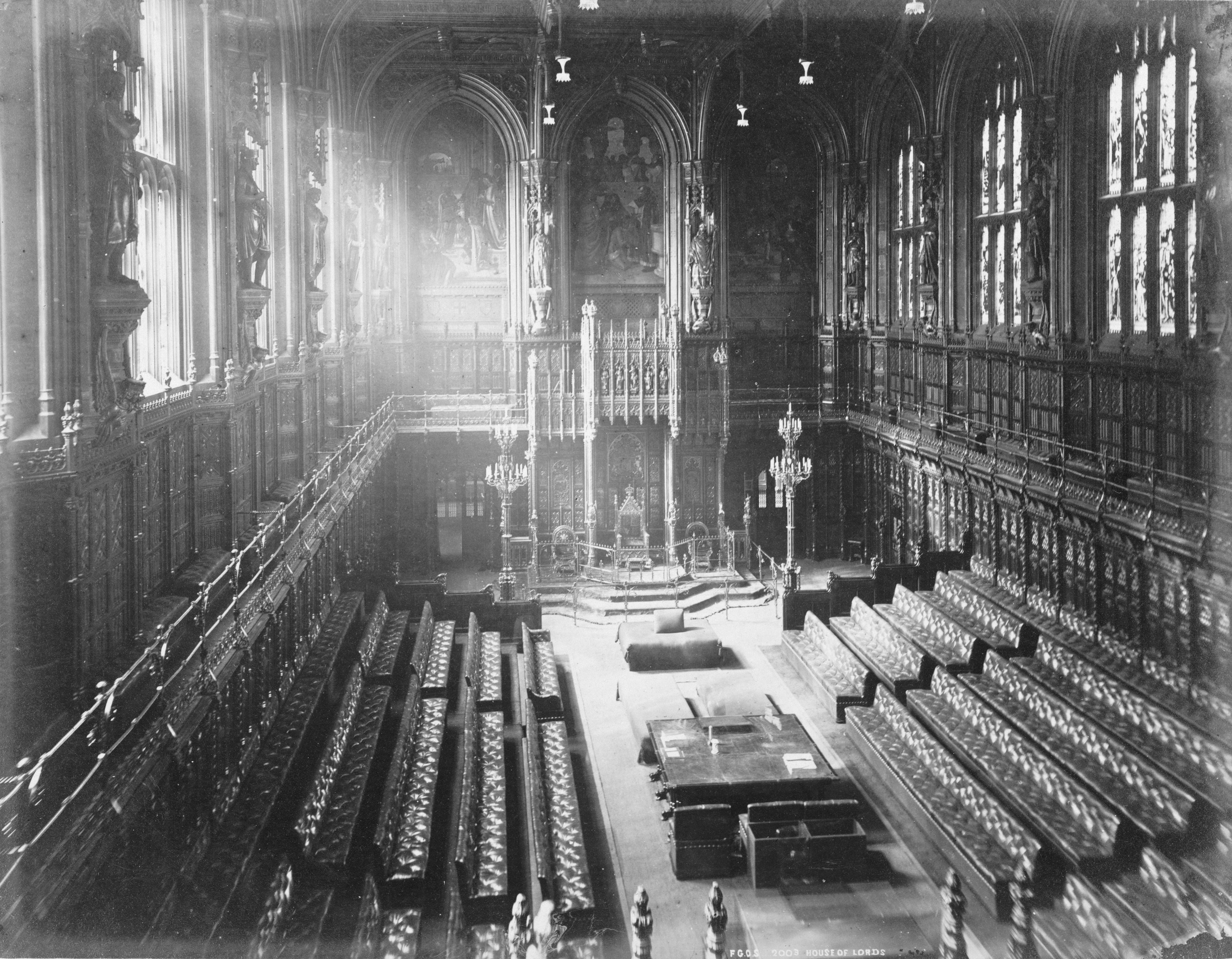
上議院議事廳。約1870年～1885年。

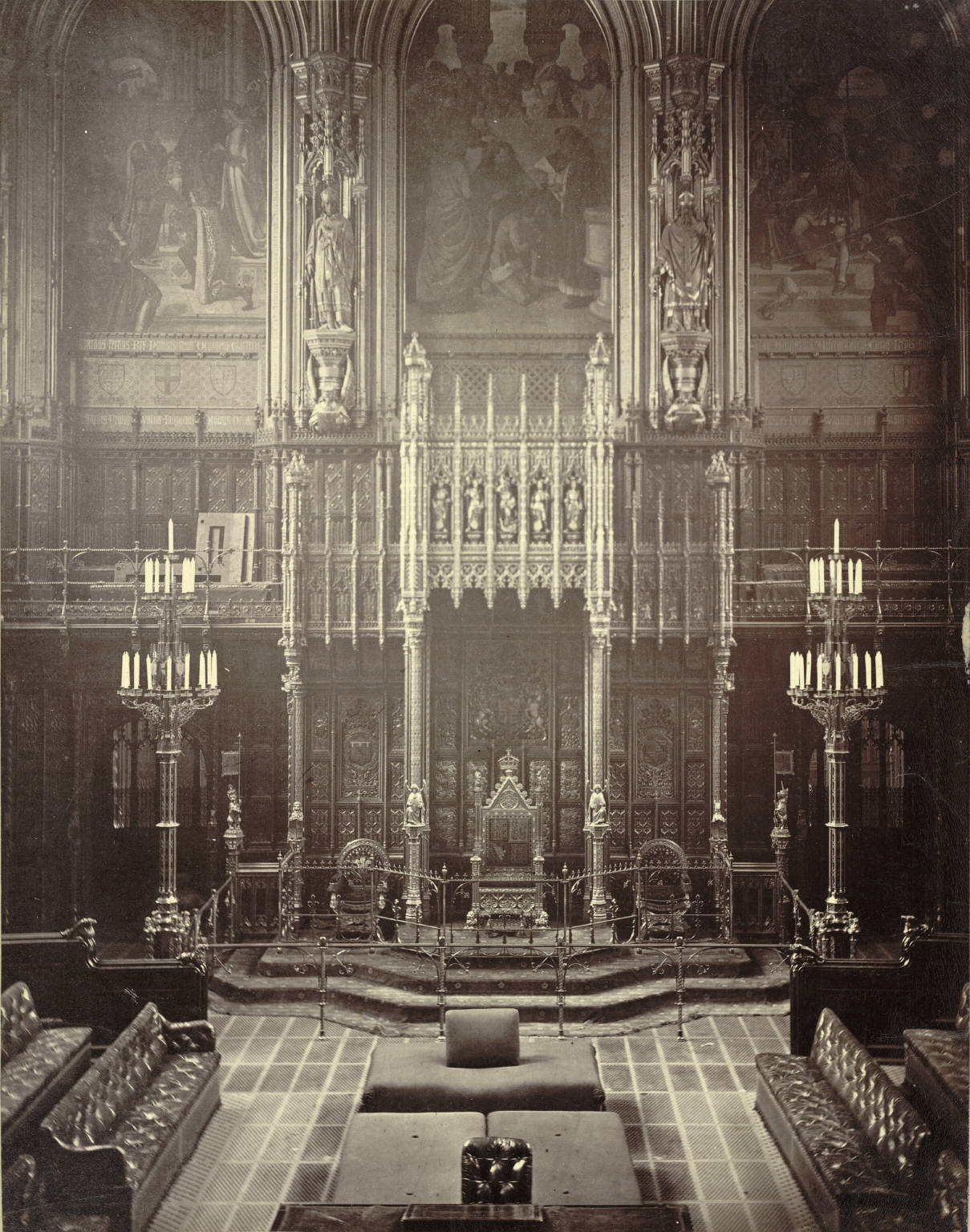
上議院議事廳中的御座。約1870年～1885年。

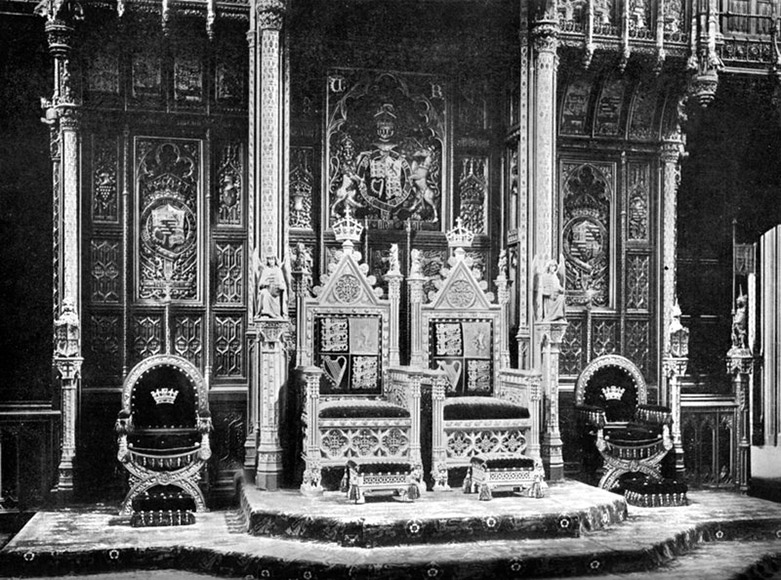
上議院議事廳御座近景。約1902年。

上議院於19世紀歷經數次改變。該院一度僅有50名左右的議員，復因乔治三世及其繼位者大肆封爵而鉅幅膨脹。院中個別議員的影響力因而遽降。此外，上議院本身的權勢也在降低，而同時下議院的力量卻在增長。在下議院逐步發展出優勢的過程中，值得注意的是1832年的改革法案危機（Reform Bill Crisis）。在當時，下議院的選舉體制並不民主，而是極為陳舊原始：以財產權大幅限制選民資格；許多選區數世紀以來未曾重新劃界；好幾個像曼徹斯特這樣實際居住人口眾多的市鎮，在下議院內連一名代表全城的議員都沒有，但僅有11名選民的老沙倫（Old Sarum）選區堅持因襲其固有的權利，選出兩名國會代表。小自治市易受賄選影響，區代表通常受贊助者的控制，獲得這些贊助者的提名即是當選的保證。若干貴族一人可贊助數名腐化的腐敗選區，從而在下議院中劃出可觀的地盤。
1831年，當下議院通過《1832年改革法令》以糾正這些病態情況時，遭上議院駁回，且於1832年又再遭駁回，但內閣並未就此放棄眾望所歸的改革志業。時任首相的查爾斯·格雷於是議請英王另行冊封約80名贊成改革的貴族以壓倒上議院中反對此案的力量。威廉四世一開始對此議留中不發，但上議院中的反對派已倍感威脅。反對改革的議員們因此於冊封新貴族之前認輸，在表決中棄權令法令通過。上議院的政治影響力在這場危機中受損，但並未徹底瓦解。然而上議院的權勢在19世紀受到更進一步的侵蝕，民選的下議院逐漸成為國會中較有力的一院。

#### 20世紀
上議院權力問題於1906年自由黨政府上台後再度成為焦點。赫伯特·亨利·阿斯奎斯的自由黨政府提出數項社會福利計畫，這些計畫以及與德國間昂貴的軍備競賽，迫使政府以加稅的方式籌措財源。1909年，財政大臣大衛·勞合喬治提出人民預算（People's Budget），對富有的地主開徵新稅。這項不受歡迎的法令，在保守黨主導的上議院中受挫。上議院的權勢因此成為選戰主要議題，自由黨於1910年1月再度勝選獲得政權，阿斯奎斯於是提案嚴格限制上議院的權力。其進程因愛德華七世駕崩而延遲，但於新君喬治五世即位後不久重新提案。在1910年12月的大選後，阿斯奎斯得以確保限制上議院權力案定獲通過。首相提案，英王同意，而上議院若不通過此案，將會湧入500名新冊封的自由黨籍貴族（即1832年用以迫使上議院默許改革法令的相同策略）。結果，《1911年國會法令》迅速獲得通過，褫奪上議院駁回大多數法令的權力。撥款案（僅與歲入及公共支出相關的法令，如預算案）不能在上議院中擱置超過一個月，而其他大多數法令則不能超出三個會期或兩個曆法年度。《1911年國會法令》本非永久性方案，原已策劃更為廣泛的改革，但兩黨皆無徹底執行之熱情，而上議院大體上維持世襲。1949年，國會法令經小幅修訂，上議院有權擱置大多數法令的時間自三會期或兩年縮減為兩會期或一年。
1958年，上議院優勢性的世襲狀態受《1959年終身爵位法令》（Life Peerages Act 1958）所改變。該法令授權在不設上限的情況下，冊封終身貴族。1968年，哈羅德·威爾遜的工黨政府企圖改革上議院，提案允許世襲貴族保持上議院內之席位並參與辯論，但不具表決權。該計畫於下議院受挫於相互結盟的傳統保守黨員（如衛生大臣以諾·鮑威爾）與支持徹底廢除上議院的工黨黨員們（如邁克爾·富特）。在富特奪得工黨的領導權後，廢除上議院納入黨章。然而在尼尔·基诺克（工党领袖）的領導下，代之以改革上議院。同時，策封世襲貴族也遭制止（王室成員除外），僅有的例外是1980年代保守黨的瑪格麗特·柴契爾主政時之三例。

#### 近年改革

##### 1997–2010

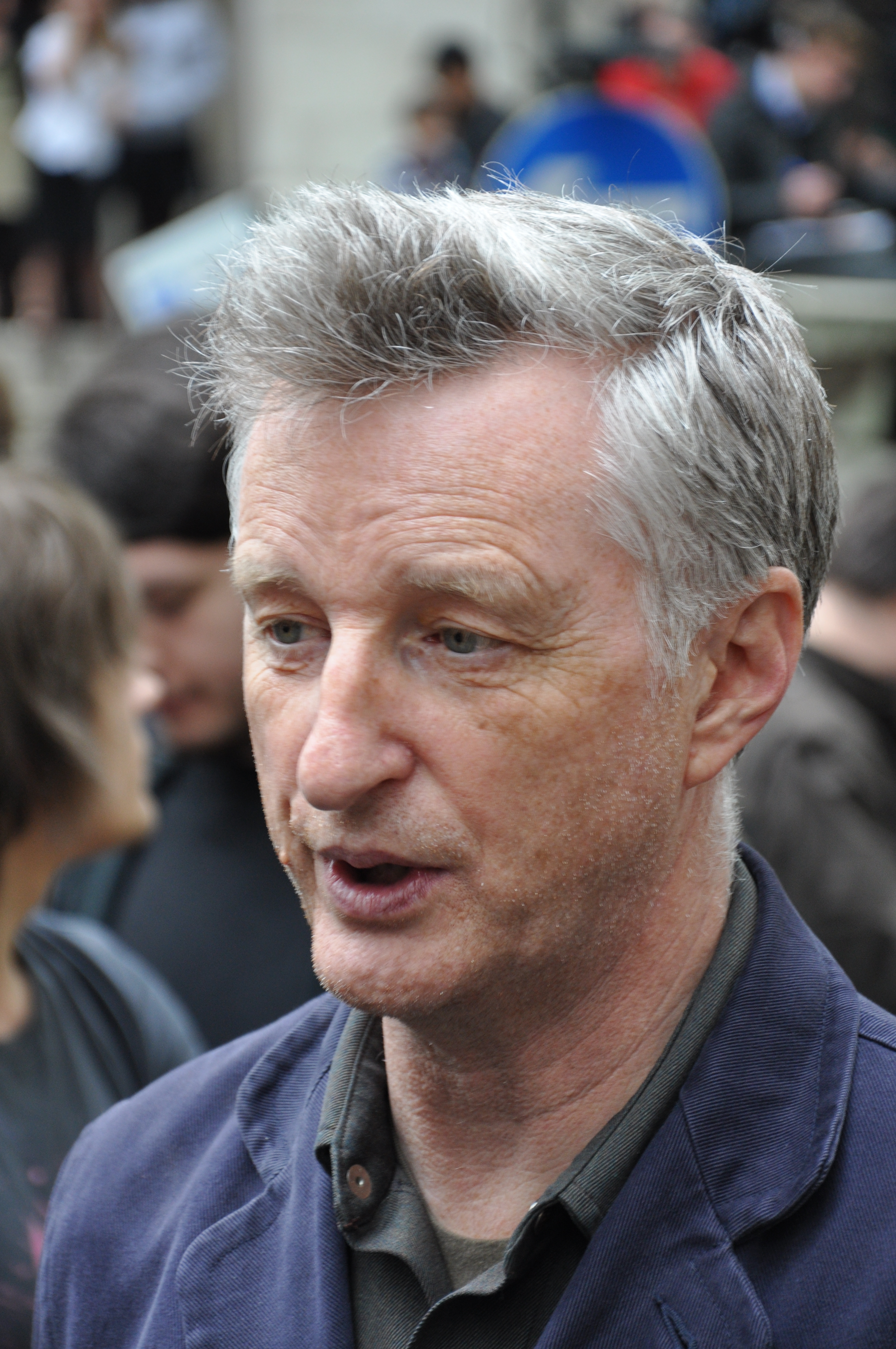
史蒂芬·布瑞格（Stephen Bragg）於大倫敦西敏市史密斯廣場呼籲選舉改革。2010年5月8日。

工黨於1997年重新上台後，預示上議院即將改革。貝理雅內閣提案撤除所有貴族於上議院中世襲的議席，作為改革上議院的第一步。然而，有92名世襲貴族可在改革完成之前保留其席位，以作為妥協條件。有關改革後來隨《1999年上議院法令》獲通過而落實。
然而，改革自此再無進展。韋瀚委員會（Wakeham Commission）提案，上議院內20%的成員由選舉產生，但此計畫廣受批評。聯席委員會（Joint Committee）於2001年創立以解決該項紛爭，但未能就此達成結論，反而提出七種選項以供國會採用（全體指派、20%民選、40%民選、50%民選、60%民選、80%民選、以及全體民選）。在2003年2月一連串令人困惑的公投中，所有的選項全未通過，儘管80%民選、20%委任的選項距離門檻僅差3票。部分工黨國會議員們則支持徹底廢院，反對以上所有選項。一個國會次團另行提案，建議全院70%民選，其他名額大部分由委員會指挀，以傳承技巧、知識、與經驗。該案亦未能排上議程。於是新的貴族議員僅由院內指派而受策封。
工黨對上議院的改革仍未聲明將會提出何種體制，其傾向於支持史蒂芬·布瑞格（Stephen Bragg）的二次委選（Secondary Mandate）體制。下議院2007年3月7日以337比224票、113票的多數，支持未來所有上議院的席次都必須經由選舉產生，不得再採世襲或任命制；工黨下議院領袖傑克·斯特勞表示，這是上議院改革歷史性重要的一步。其中原本被看好80%上議院議員由選舉產生，其他20%仍由政府任命的方案，以305比267，僅38票的多數通過，不及要求所有上議院席次都必須經由選舉產生的提案。傑克·斯特勞表示，有關上議院改革已討論數十年，他說：「今天的表決是推動這項工作歷史性重要一步，突破下議院的僵局，寫下英國國會歷史重要的一頁」，「我很高興各政黨議員對此取得共識，並決定了推動的方向」。
保守黨主張80%民選的第二院，而自由民主黨則籲求改組為全民直選的參議院，設立民選的國會第二院，為2005年英国大选時的選戰主軸。選後的女王致辭（Queen's Speech）宣告，政府於2005年至2006年度的立法會期中「將帶動提案以持續改革上議院」。

##### 2010–至今
2010年英國大選後，聯合王國政府再次提出改革上議院的議案，300席的上議院80%民選、20%委任，但受保守黨的後座議員反對及工黨拒絕支持而擱置。

###### 2024年改革（法案名稱待定）
2024年9月5日，施紀賢政府宣佈計劃將上議院剩餘的92個世襲貴族議席廢除，有關議案已進行首讀，預計於2025年完成立法。

### 立法職能
除金融法令外大多數的法令國會兩院皆可提交。

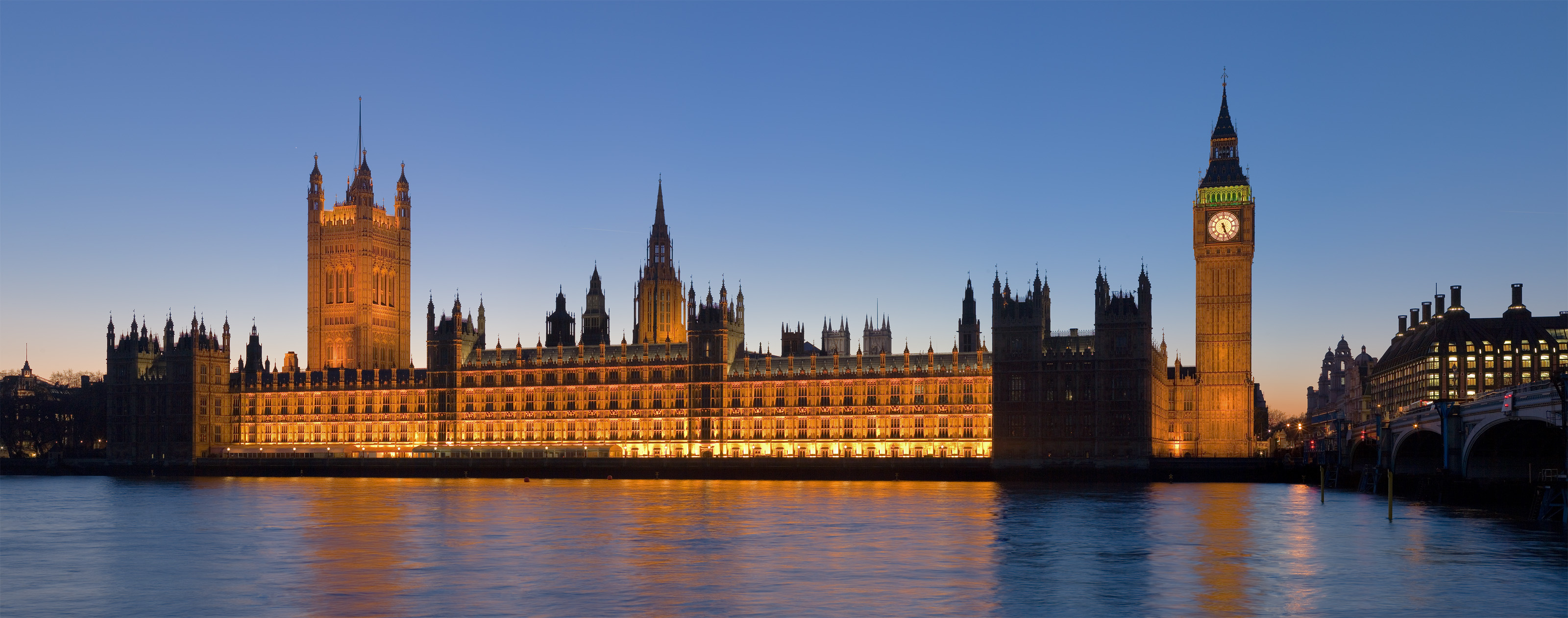
上議院於富麗堂皇的西敏宮大廳召開會議。

上議院會對法令進行辯論，及有權駁回或修訂法令。但對下議院已通過的法令做出駁回或修訂之權力則受各項國會法令之嚴格限制。依1911年和1949年國會法令規定，有些類型的法令可不經上議院，直接呈請御准。上議院不可延宕撥款案（下議院議長認為僅涉及國稅與公共基金的法令）逾一個月。其他公共法令不可於上議院內擱置超過兩個會期或一個曆法年度。這些條款僅適用於由下議院始倡，及不會將國會屆期延至多於五年的公共議案。更進一步的限制為人稱梳士巴利慣例的憲政慣例，即上議院不會試圖反對列於政府競選政綱內之法令。
基於早於各項國會法令的慣例，上議院在金融法令上受到更進一步的限制。上議院不可始倡稅收或歲入相關法令，亦不可修訂法令以插入稅收或歲入相關規章（然而，下議院經常放棄這項特權，允許上議院對法令作出影響經費的修改）。尤有甚者，上議院不可對歲入案作出任何修訂。上議院名義上保留其駁回歲入歲出相關法令的絕對權力，但此項權力一如前述，已遭限制。
由於上議院的權力在法律與實質上皆已銳減，下議院現已成為國會中較有力之一院。

### 過去的司法職能
隨著《2005年憲制改革法令》（Constitutional Reform Act 2005）的實施，上議院的司法職能於2009年7月30日終止，並於同年10月1日轉移到位於米德爾塞克斯市政廳的聯合王國最高法院。聯合王國最高法院的設立，以及大法官職務轉變，是因應行政、立法、司法三權混合，不符《欧洲人权公约》要求（因具立法或行政權之法官或未能作出公平判決之故）而進行的改革，因此上議院今後亦不再肩負司法職能。
上議院的司法職能始自古代御前會議（Curia Regis）之職司，其為當時宣讀國王臣民請願書之機構。在司法職能被廢除以前，有關職能僅交付院中一群上議院高等法官，而非全院共同行使。依《司法上訴受理法令》（Appellate Jurisdiction Act）之規定，分別指派的12名常任上訴法官管理院中繁雜的司法事務。一般上訴法官（Lords of Appeal，院中其他具高階司法職位的議員）亦可行使司法職能。常任上訴法官或一般上訴法官一逾75歲即不可擁有司法席。議員們的司法事務受資深常任上訴法官（Senior Lord of Appeal in Ordinary）或其副手—次資深常任上訴法官（Second Senior Lord of Appeal in Ordinary）─之督導。
昔日，上議院之司法管轄權於民事及刑事上皆及於英格蘭、威爾斯、與北愛爾蘭各法院之上訴案件。至於蘇格蘭則僅及於民事案件。在蘇格蘭高等法院（High Court of Justiciary）為刑事最高上訴法院。上議院並非聯合王國唯一終審機構。在若干案件中，是由英國樞密院行使終審職能。樞密院之司法管轄權較上議院為狹，僅受理來自宗教法庭之上訴案、涉及《1975年下議院喪失資格法令》（House of Commons Disqualification Act 1975）的案件、部份英聯邦上訴案件、及其他若干次要案件。
司法職能未被廢除前，每宗案件並不會由所有上議院高等法官會審。自第二次世界大戰以來，上訴案由各受理上訴委員會（Appellate Committees）專責審理，委員會一般由五名上院法官組成，成員由首席上院法官選定。審議重大案件時，受理上訴委員會成員人數可多於五名。雖然受理上訴委員會於個別會議廳進行審訊，但判決結果則於上議院議事廳宣判。任何案件經上議院終審後不可再行上訴，除非事關歐盟法律，則可上訴至歐洲司法院。歐洲司法院之判決較重法意，與上議院對法律條文字斟句酌大有不同。
除司法審訊以外，審議彈劾是一項由上議院全院共同行使，而非僅交付上議院高等法官的司法職能。彈劾案由下議院提出，上議院審議，經上議院簡單多數通過便可定讞。但是，彈劾權基本上已然廢退，最近一件彈劾案為1806年的亨利·丹達斯，第一代梅爾維爾子爵（Henry Dundas, 1st Viscount Melville）案。
上議院也曾一度為審判貴族遭控叛國或犯重罪的法庭。此時由官方為單一案件特別指派之總管大臣（Lord High Steward）主持開庭，而非大法官。若國會正於休會期間，則另於總管大臣法庭（Lord High Steward's Court）開庭審理。僅貴族們、貴族夫人、及其未再嫁之寡妻有權出席上議院或總管大臣法庭審案，而靈職議員則交由宗教法庭審理。男女貴族在此特別法庭受審之權已於1948年廢棄，貴族們現與平民百姓們於相同的法院受審。

## 成員

### 靈職議員

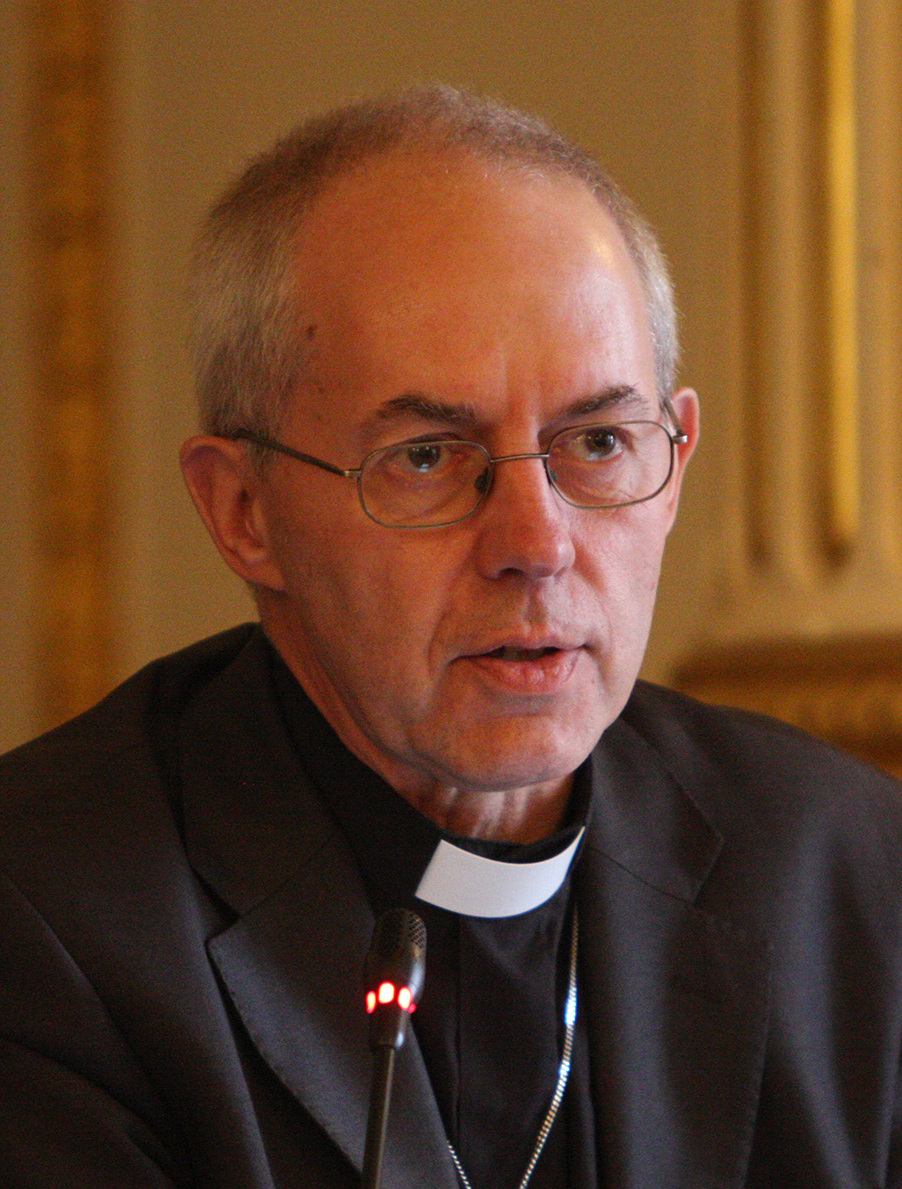
現任坎特伯里大主教賈斯汀·韋爾比。

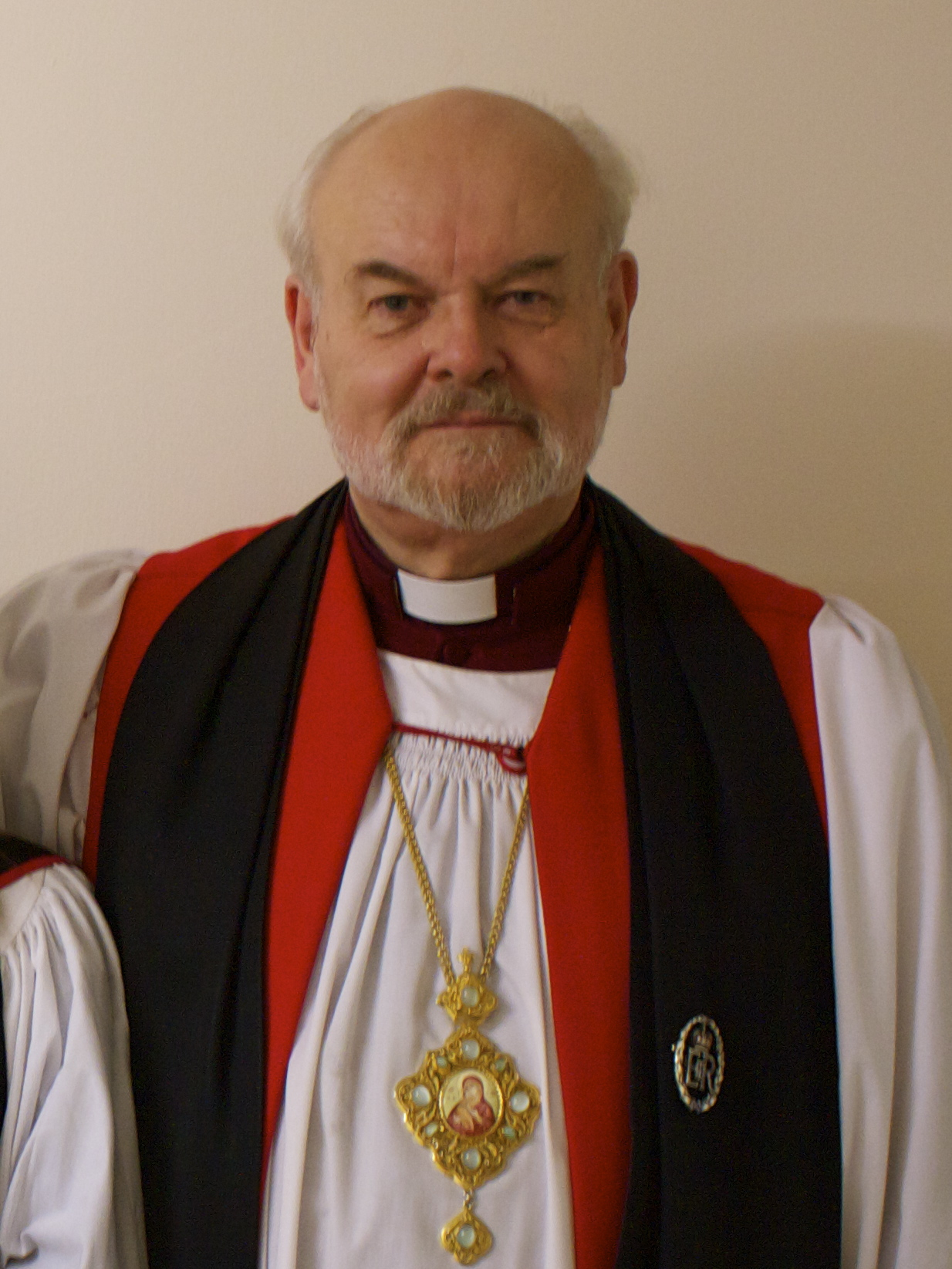
現任倫敦主教理查德·沙特爾（Richard Chartres）。

上議院中代表英國國教會的議員稱為靈職議員。靈職議員曾為上議院中之多數，包含英國國教會的大主教、主教與修道院長。1539年之後，因為解散修道院運動使修道院長無由產生的緣故，僅大主教及主教繼續參與國會。1642年，長期國會通過《1640年神職法令》（Clergy Act 1640），靈職議員全體遭排除於國會之外，但於《1661年神職法令》（Clergy Act 1661）制訂後，又回復國會席位。
《1847年曼徹斯特主教職位法令》（Bishopric of Manchester Act 1847）及之後各項法令進一步限制靈職議員名額。現在，靈職議員不得超出26名，包含教內最重要的五名高級主教（Prelates）：坎特伯里大主教、约克大主教、倫敦主教（Bishop of London）、达拉谟主教（Bishop of Durham）、與溫徹斯特主教（Bishop of Winchester）。上議院的靈職議員另包含其他21名英國國教會中最資深的教區主教。
苏格兰教會並無靈職議員代表，其據長老會教義，不設主教。
1801年大不列顛與愛爾蘭聯合之後，愛爾蘭教會於上議院中獲得代表權。愛爾蘭聖公會教士中，有四席（一名大主教與三名主教）輪值保障席位，於國會每次會期後輪替（會期一般約為一年）。愛爾蘭教會於1871年放棄國教地位，並中止於上議院中的靈職代表權。威尔斯教会於1920年放棄國教地位後，同樣也被中止靈職代表權。所以靈職議員中目前僅有英國國教會派代表。
非英格蘭教會的神職人員如阿爾瑪大主教（Archbishop of Armagh；位於北愛爾蘭的資深聖公宗主教）羅賓·艾姆斯（Robin Eames）被首相約翰·梅傑指定為上議院議員，認可其對北愛爾蘭調解與和平進程的工作。循道宗牧師唐納德·索珀（Donald Soper）、香港聖公會牧師蒂莫西·博蒙特與一些蘇格蘭神職人員亦被指定為上議院議員。
非基督教的神職人員在近年於上議院獲得俗職議員席位，首席拉比伊曼紐爾·雅各博维奇與其繼任者喬納森·薩克斯被指定為上議院議員（在首相瑪格麗特·柴契爾的建議下得到伊莉莎白二世同意）。
目前無羅馬天主教的神職人員被指定為上議院議員，但有傳言樞機主教巴西爾·休謨（Basil Hume）與其繼任者科爾馬克·墨菲-奧康納曾被首相詹姆斯·卡拉汉、瑪格麗特·柴契爾與東尼·布萊爾分別授予貴族身份，但最終婉拒。休謨在臨終前被授予由英國君主私人頒贈的功績勳章。墨菲-奧康納自稱已經準備好了就職演說（maiden speech），但接受羅馬天主教聖秩聖事的人士受到天主教会法的限制，禁止擁有除了聖座以外的政府相關的主要職位。

### 俗職議員

現任掌禮大臣大衛·喬蒙德利（David Cholmondeley）。

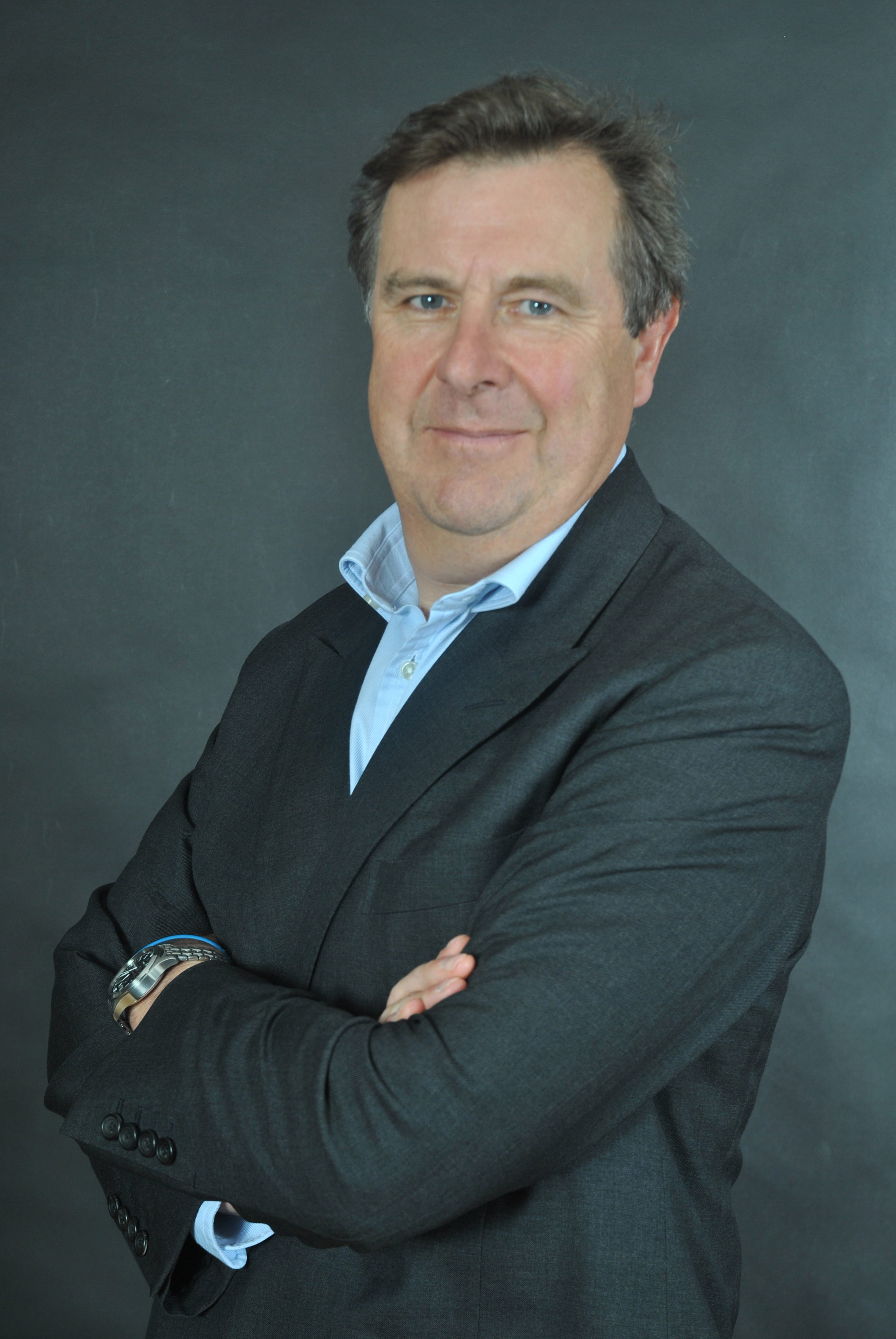
現任司禮大臣愛德華·菲查倫-霍華德（Edward Fitzalan-Howard）。

自解散修道院運動之後，俗職議員成為上議院中人數最多的一群。不同於靈職的是，俗職議員黨性較強。無黨派支持的議員稱為中立議員。俗職議員一開始包含數種世襲貴族，其爵位多樣，包括公爵、侯爵、伯爵、子爵、男爵與國會縉紳（Lord of Parliament）。世襲的地位由君主冊封而來，而現代則是先由在任首相提名。1999年啟動的議會改革使數百名世襲貴族喪失上議院席位。《1999年上議院法令》（House of Lords Act 1999）規定上議院僅保留92席以代表世襲貴族。當中，有兩個世襲職位因與國會相關而獲保留院中席位，這兩個職位分別是司禮大臣（Earl Marshal）與掌禮大臣，至於其餘共90名世襲貴族中，15名經由全院選舉產生，另外75名以政黨分組，由院內議員自行挑選（詳下當前的組合）。選出的世襲貴族去世後，便依順位投票制舉行差額選舉。去世的貴族若為全院選出，其接替者亦須經由全院選出；而若是由次團選出的貴族議員，其接替者亦須由相同團體選出。
俗職議員是全院中人數最多者，為終身貴族，現大部分為資深政治人物，不少是離任下議院的前任內閣成員。目前上議院中所有的終身貴族，爵位皆為男爵，依《1958年終身貴族法》（Life Peerages Act 1958）所冊封。終身貴族與其他貴族相同，由首相提請君主冊封。然而，首相於議會中允許各黨領袖選拔數位終身貴族，以維持上議院中的政治均勢。其他尚有若干無黨籍終身貴族，由獨立的上議院任命委員會（House of Lords Appointments Commission）提名，數目由首相決定。擁有終身貴族爵位的世襲貴族，可不經選舉而終身出任上議院議員。2000年，聯合王國政府宣布設立獨立任命委員會（Independent Appointments Commission），依亨利·史蒂文森（Henry Stevenson）所定，自3,000位申請人中，選出15名所謂的「人民貴族」（People's Peers）。但是挑選過程接受媒體評判，選出各領域內出類拔粹者，當中並無一般期待的「普通百姓」。
上議院昔日也包含常任上訴法官，他們是一個自院內員選派，以行使司法功能的院內團體。常任上訴法官，通稱上議院高等法官（Law Lords），一開始依《1876年上訴審判法令》（Appellate Jurisdiction Act 1876）規定，經首相提名，再由君主作官式委任。常任上訴法官須於70歲退休；或經由政府延長任期後，於75歲退休。逾齡退休的司法議員不得再審議任何司法案件。常任上訴法官（不含已退休者）限額12名，但可依法定文書（Statutory Instrument）變更。常任上訴法官一般不介入政治爭端，以維持司法獨立。常任上訴法官於上議院終生保有議席，於卸任司法職務後仍保有議員資格。前大臣與擔任過其他高階司法職務者亦可受任上議院高等法官，然而如此行使職權在歷史上並不常見。隨著《2005年憲制改革法令》（Constitutional Reform Act 2005）正式實施，常任上訴法官制度已於2009年廢止，這批法官大多改任聯合王國最高法院法官，他們在上院的議席，要到他們在卸任法官後方可恢復，至於日後聯合王國最高法院法官獲委任時，無需加入上議院，亦不一定獲封終身貴族。
歷史上有許多貴族不被允許進入上議院的例子。當蘇格蘭與英格蘭於1707年合併為大不列顛聯合王國時，蘇格蘭的世襲貴族僅能選出16個上議院的席次，任期至次屆大選為止。愛爾蘭於1801年併入大不列顛時，也有類似的條款。愛爾蘭貴族可選出28名代表，於上議院中終生擁有席位。愛爾蘭代表於1922年停選，當時大半個愛爾蘭都已改制脫離英國。《1963年貴族爵位法令》（Peerage Act 1963）立法後，蘇格蘭代表停選；依該法，所有蘇格蘭世襲貴族在上議院中皆擁有席位，但是此權利後來又隨《1999年上議院法令》（House of Lords Act 1999）而喪失。

#### 販賣貴族身分
在19世紀當上議院仍具重要政治權力時，曾出現販賣貴族身分以獲得上議院議席，通過獲得上議院議席以阻止法案通過。

### 資格
上議院議員有若干資格限制。年齡不足21歲者不得入上議院議事，且唯有英聯邦與愛爾蘭共和國公民得擁有上議院席位。在昔日，國籍限制比現在更為嚴格，依《1701年嗣位法令》（Act of Settlement 1701）及之前的《1948年英國國籍法令》（British Nationality Act 1948）規定，唯自英國本土出生者符合資格。
上議院議員另有若干與破產相關的資格限制。受破產禁制令（Bankruptcy Restrictions Order，僅英格蘭與威爾斯受理申請）、或經破產判決（北愛爾蘭）、或房產遭没收（蘇格蘭）之臣民不得擁有上議院席位；叛國罪經判決定讞者於服刑期滿之前不得擁有上議院席位，經判決定讞後復得赦免者例外。值得注意的是，因叛國罪以外罪行而服刑者，在刑期中並不自動喪失議員資格。
在常任上訴法官廢除以前，對常任上訴法官的任命亦設下若干條件。唯任職「資深法官」逾兩年者，或執業律師達15年者，方可經冊封為常任上訴法官。「資深法官」一辭所指包含英格蘭及威爾士上訴法院、蘇格蘭高等民事法院（Court of Session）內院、以及北愛爾蘭上訴法院（The Court of Appeal in Northern Ireland）的法官。
女性原本即使身為貴族亦無資格擁有上議院席位，直至《1958年終身爵位法令》（Life Peerages Act 1958）通過後，方允許女性擔任議員。然而，女性的世襲貴族於《1963年貴族爵位法令》（Peerage Act 1963）通過前仍受排擠。自《1999年上議院法令》（House of Lords Act 1999）通過後，女性世襲貴族仍具備被入上議院之資格。上議院中之女性議員絕大部分屬俗職，英國國教會於2014年前並不容許祝聖女性主教，至2015年告士打主教 Rachel Treweek 成為第一位女性靈職議員。

## 職員

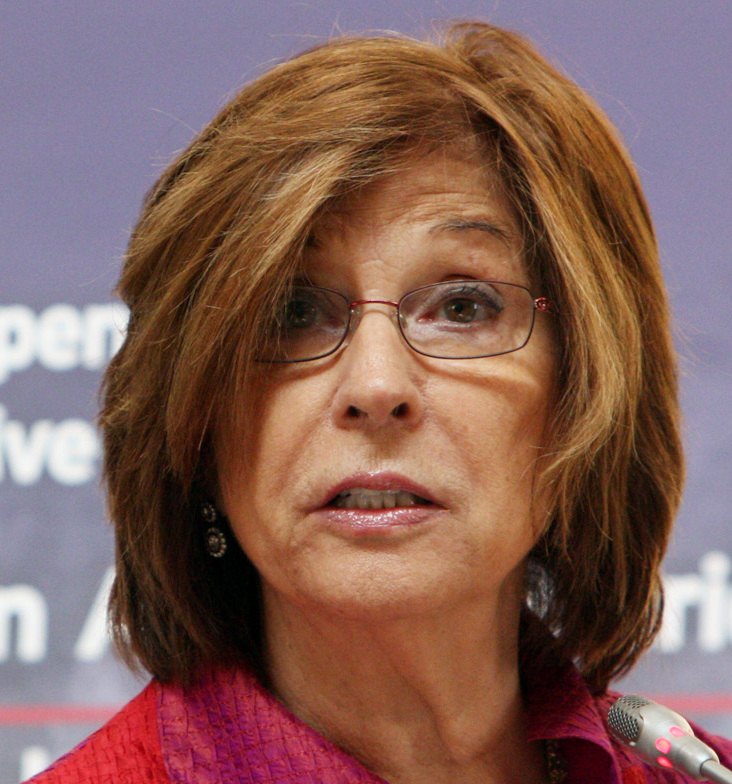
前任上議院議長法蘭西絲·達蘇莎。

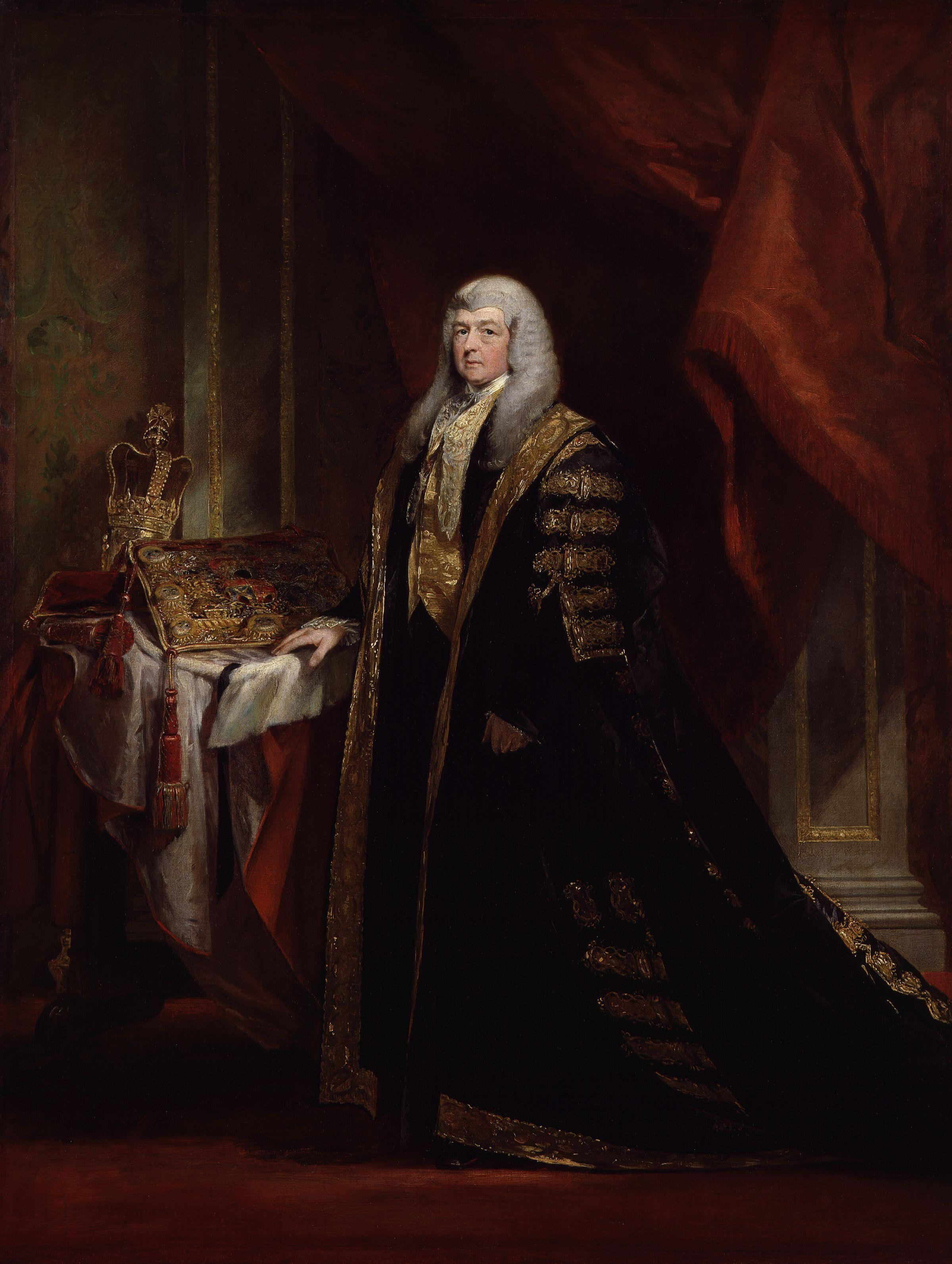
大法官於上議院中主持會議時身著帶有金間條的黑色禮袍。圖為查爾斯·佩皮斯(Charles Pepys)大法官。

與下議院不同的是，傳統上上議院不設議長，而是由大法官任「當然」主席。但自《2005年憲制改革法令》（Constitutional Reform Act 2005）通過後，上議院增設了上議院議長（Lord Speaker）一職，該職位須由貴族出任，由上議院議員選出，再經君主委任。首任上議院議長於2006年5月4日選出，由前工黨貴族海倫奈·海曼出任。由於上議院議長要求具有政治中立性，因此她當選後辭去了工黨黨鞭一職。
在從前，大法官不僅職司上議院議長，也是內閣成員。其辦公室名稱，前稱大法官部（Lord Chancellor's Department），後改組為憲制事務部（Department for Constitutional Affairs），至2007年又改稱司法部。大法官昔日另兼英格蘭與威爾斯之司法首長，擔任英格蘭與威爾斯最高法院主席。因之大法官身兼行政、立法、司法三權。2003年6月，布萊爾政府宣布，大法官一職混淆行政與司法權責，不符西敏制，應予撤廢。然而，撤廢案遭上議院駁回，只撤消大法官辦公廳，成立憲制事務部。而《2005年憲制改革法令》經過修訂，也保留大法官的部分職務。該法令不再保證由大法官擔任上議院主席，而允許上議院自行選出議長。
上議院議長可由其副手代行主席職權。各委員會的主席、首席副主席（Principal Deputy Chairman）以及若干委員會的副主席們皆為上議院議長之副貳，且皆由上議院自行指派。依據傳統，君主委任各委員會的主席、首席副主席、或其他副主席兼任上議院的副議長。從前法律並未規定大法官與副議長應為上議院議員，但由上院議員出任已是長久以來的不成文法則。
昔日大法官於上議院中主持會時身穿帶有金間條的黑色禮袍，但現時除重大場合外，並無規定上議院議長穿著同樣服飾。上議院議長與副議長的座位稱為羊毛袋（Woolsack），是一個填塞羊毛的紅色座椅，設於議事廳正中。當議員們於上議院分別各自召開委員會時（詳下），會議的主席或副主席並不坐在羊毛袋上主持議程，而是坐在議事廳內的議事桌（Table of the House）的座位上。相比下，上議院議長的職權遠小於下議院議長，上議院議長僅作為全院代言人，宣佈表決結果而已，上議院議長或副議長不能決定由哪一位議員發言，也不能懲處違規議員。大法官與舊時的副議長可保留黨籍及參與投票，但現時的上議院議長與副議長則必須保持中立。
院內另一位重要官員為上議院領袖，由首相指派。上議院領袖為內閣成員，負責帶動政府議案通過上議院；亦可於需要時對院內議程提出建議，其建議僅為非正式性質，而非職責所在。首相另可指派一位副領袖（Deputy Leader），於上議院領袖缺席或不能視事時代行其職權。
國會執行秘書（Clerk of the Parliaments）為院內首席官員，但不具議員身份。執行秘書經君主指派，得就院內規章對議事主席作出相關建議，簽署命令與傳票，對法令背書，並保存國會兩院的紀錄，並於必要時負責洽商世襲貴族的選舉。助理執行秘書（the Clerk Assistant）由大法官指派，經院內通過，作為執行秘書的助手並擔任宣讀秘書（reading clerk）。
黑杖禮儀官是院內另一名重要官員。其職銜因其辦公室標誌為一根黑杖（Black Rod）而得名。「黑杖官」承擔禮儀安排，負責全院門禁，並（承院內指示）採取行動壓制議場內失序或失控的行為。黑杖亦主掌院內警衛官（Serjeant-at-arms）辦公室。黑杖傳令官之職權可由黑杖傳令士（Yeoman Usher of the Black Rod）或助理警衛官（Assistant Sergeant-at-Arms）代理。

## 議事程序
上議院與下議院同於西敏宮召開會議。上議院議事廳的裝潢富麗堂皇，與布置簡單的下議院議事廳恰成對比。上議院議事廳內的長椅鬃成紅色，故上議院有時被稱為「紅廳」（Red Chamber）。羊毛袋（Woolsack）設於廳內正中，支持政府的議員坐在羊毛袋右方的座位上，而反對派則坐在左邊。中立議員則坐在羊毛袋的對面座位。

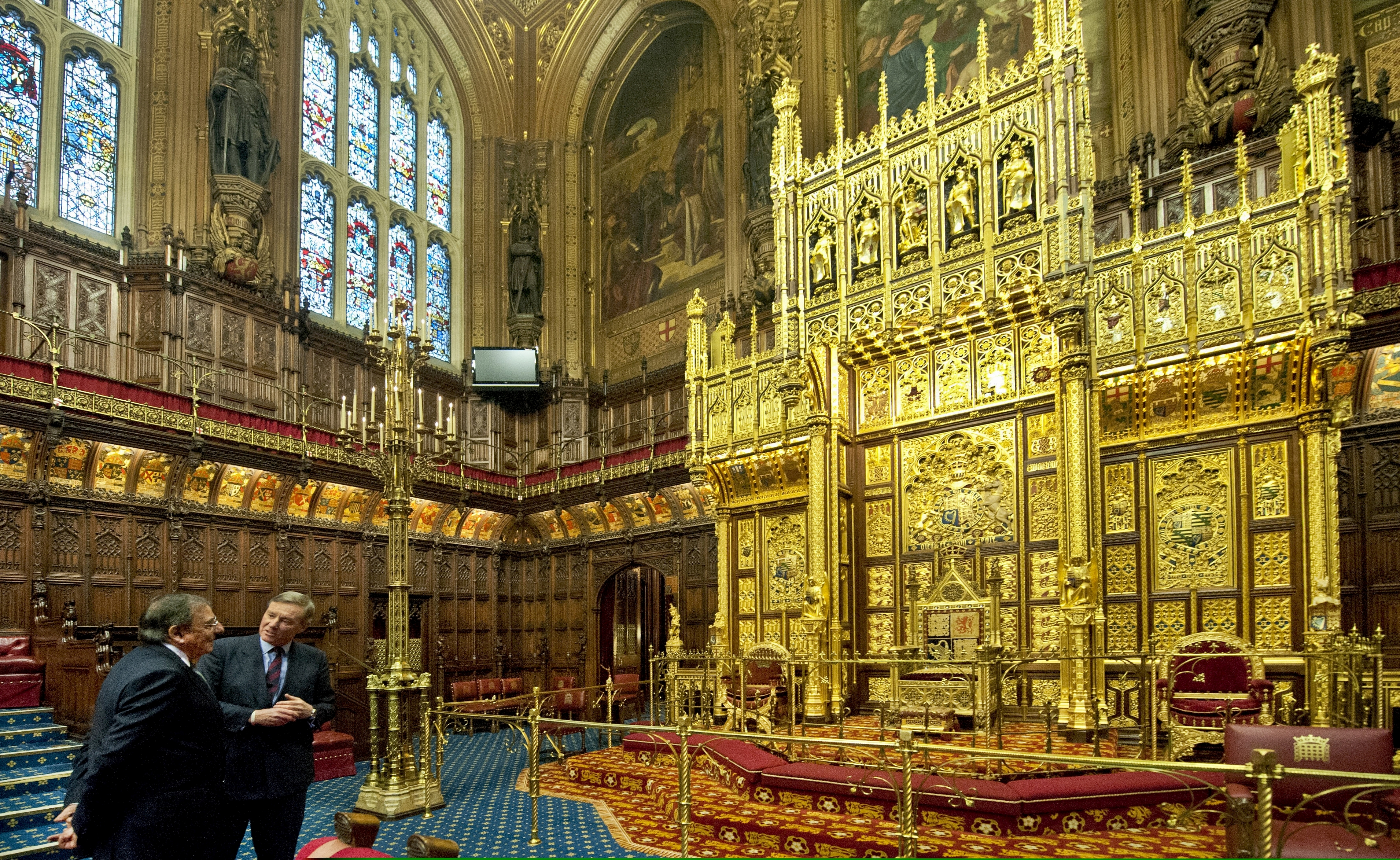
上議院議事廳中的御座。武裝部隊國務大臣安德魯·羅巴森陪同美國國防部部長里昂·潘內達訪問聯合王國時參訪上議院，2013年1月18日。

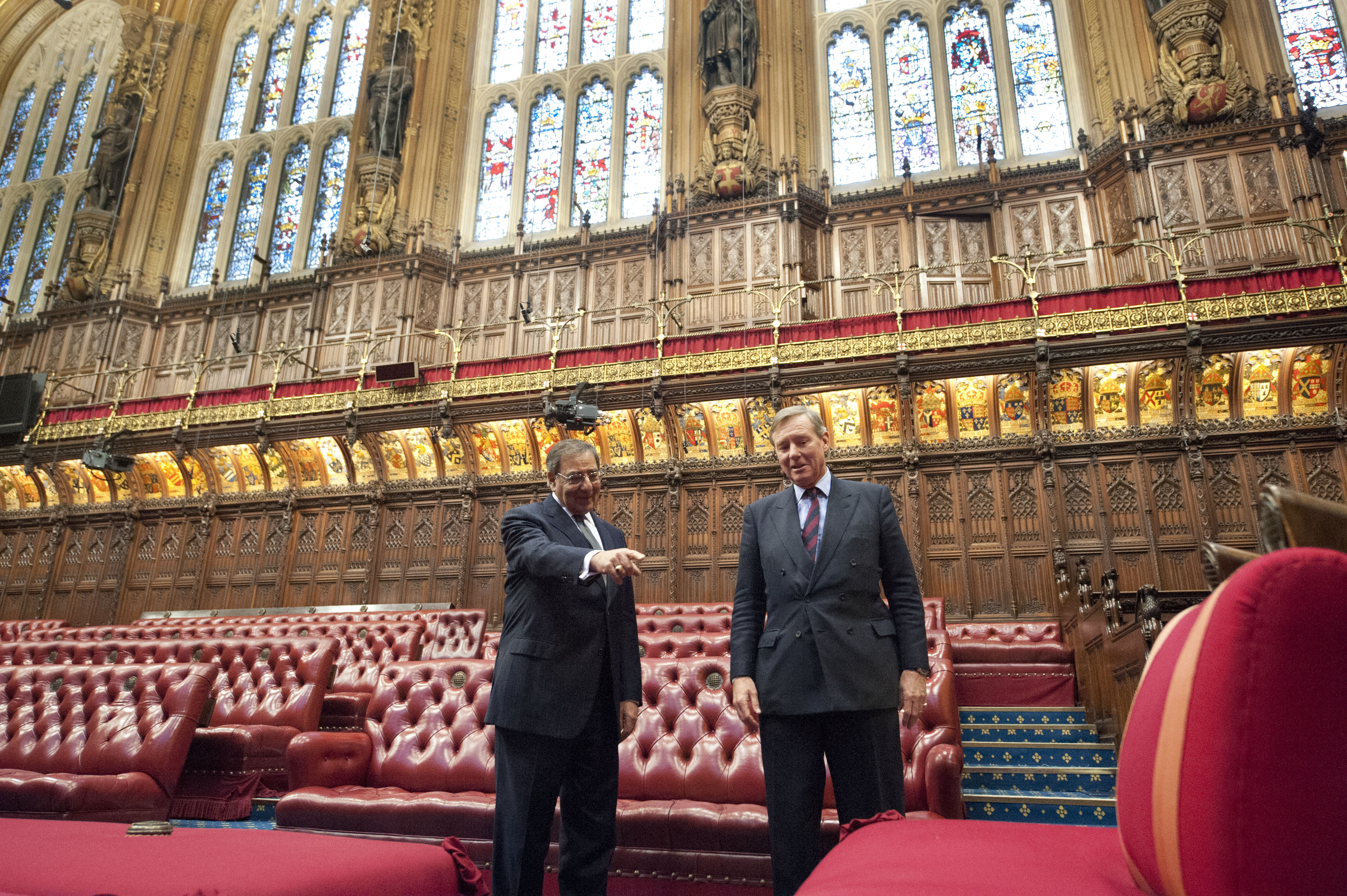
上議院議事廳以紅色為主調，相反下議院議事廳則以綠色為主調。

上議院議事廳為多項正式儀典的舉行所在，其中最引人注目者為每個新會期前舉行的國會開議大典，君主於儀式中登上廳內御座，並現身於國會兩院，為新會期宣讀他的政府所提議的施政事宜。
上議院議員於發言前無需徵得主席同意，下議院內則必須。若有兩名以上議員同時起身發言，以院內鼓掌通過的方式決定先聽取哪一方的發言。上議院領袖通常會對發言次序提出建議，一般也受尊重。院內發言須向全院致意「我可敬的各位議員們」（My Lords），而非僅向主席一人，这与下议院规定不同。議員間不以第二人稱（你（you））互稱，而是用第三人稱如「尊貴的公爵」（the noble Duke）、「尊貴的伯爵」（the noble Earl）、「尊貴的勳爵」（the noble Lord）、「尊貴吾友」（my noble friend）等等。
每位議員於每次會議期間，不得發言逾一次，唯會議召集人可於會議起訖各發表一次演說。上議院內的發言無時間限制，然而，院方可經由通過動議「茲不再聽取尊貴的議員」（that the noble Lord be no longer heard）以停止某位議員的發言。院方同樣也可經由通過動議「茲對該議題即刻付諸表決」（that the Question be now put）以終結辯論。此程序稱「逕付表決」（Cloture，美式英文稱Closure。另名guillotine），於院內極其少見。
一旦針對某項議題的發言已達成結論，或召請逕付表決時，該議案即可交付表決。一開始付諸口頭表決，由議長或副議長宣讀議題，各議員回應「滿意」（Content，即贊成該議案）或「不滿」（Not-Content，反對），會議主席隨後宣佈表決結果。若有議員質疑，隨即付諸書面表決（division）。各議員分別進入兩室（「滿意」廳或「不滿」廳）之一，由職員於廳中記錄其姓名。每室各有兩名計票人（Teller，由議員擔任）計算參加表決的議員數。大法官與副議長可逕於羊毛袋上表達意向。書面表決完成後，計票人提交計票結果給會議主席。表決結果若為平手，議案由下列程序決定：繼續沿用現行法規，除非多數議員主張修訂或駁回；其他新進提案則遭駁回，除非多數議員主張通過。
院內法定人數在一般表決或程序表決為3人；在法令表決為30人。若不足法定出席人數，則表決無效。

## 委員會
國會基於多種目的運作多個委員會，最常見者為議案復審。兩院的各委員會皆細究法令細節，並可進行修訂。上議院中，最常復審議案者為全院委員會（Committee of the Whole House）。該委員會一如名稱所示，其成員包含全體議員。全院委員會於上議院議事廳召開會議，由眾委員會主席或副主席主持會議，而非大法官；其議事規程與一般議程略有不同，具體的說，議員於議事中可發言不止一次。與全院委員會相類似的是全體議員皆可參加的重大委員會（Grand Committees）。重大委員會的會議不在上議院議事廳召開，而是在另外的會議室中。重大委員會中無書面投票，任何議案修訂都必須全體一致通過。所以重大委員會僅用於無爭議性的議案。
議案也可提交各公共草案委員會（Public Bill Committee），每一委員會包含12至16名議員。個別公共法令委員會為各特定議案特別召開。議案也可提交各公共專案委員會（Special Public Bill Committee）。公共專案委員會與公共法令委員會不同之處在於可以召開聽證會收集證據。這些委員會的運作遠少於全院委員會以及重大委員會。
上議院中另有若干特別委員會（Select Committee）。各特別委員會成員由院方於各會期開議前指派。上議院可為各委員會指派一名主席，若未經指派，委員會主席或副主席可代為主持會議。大多數的特別委員會為永久性質，但院方亦可創立臨時特別委員會。臨時委員會於其特定目的（例如說，研議上議院改革）完成後解散。特別委員會的主要功能為檢視並研議政府施政事宜，可召開聽證會並收集證據以達成目標。法令雖可提交至特別委員會，但更常提交至全院委員會以及重大委員會。
上議院另有數個內部委員會（Domestic Committee），監督或詳查院內常規與管理。其中之一為遴選委員會（Committee of Selection），負責分派議員們至院內各委員會。

## 與政府間關係

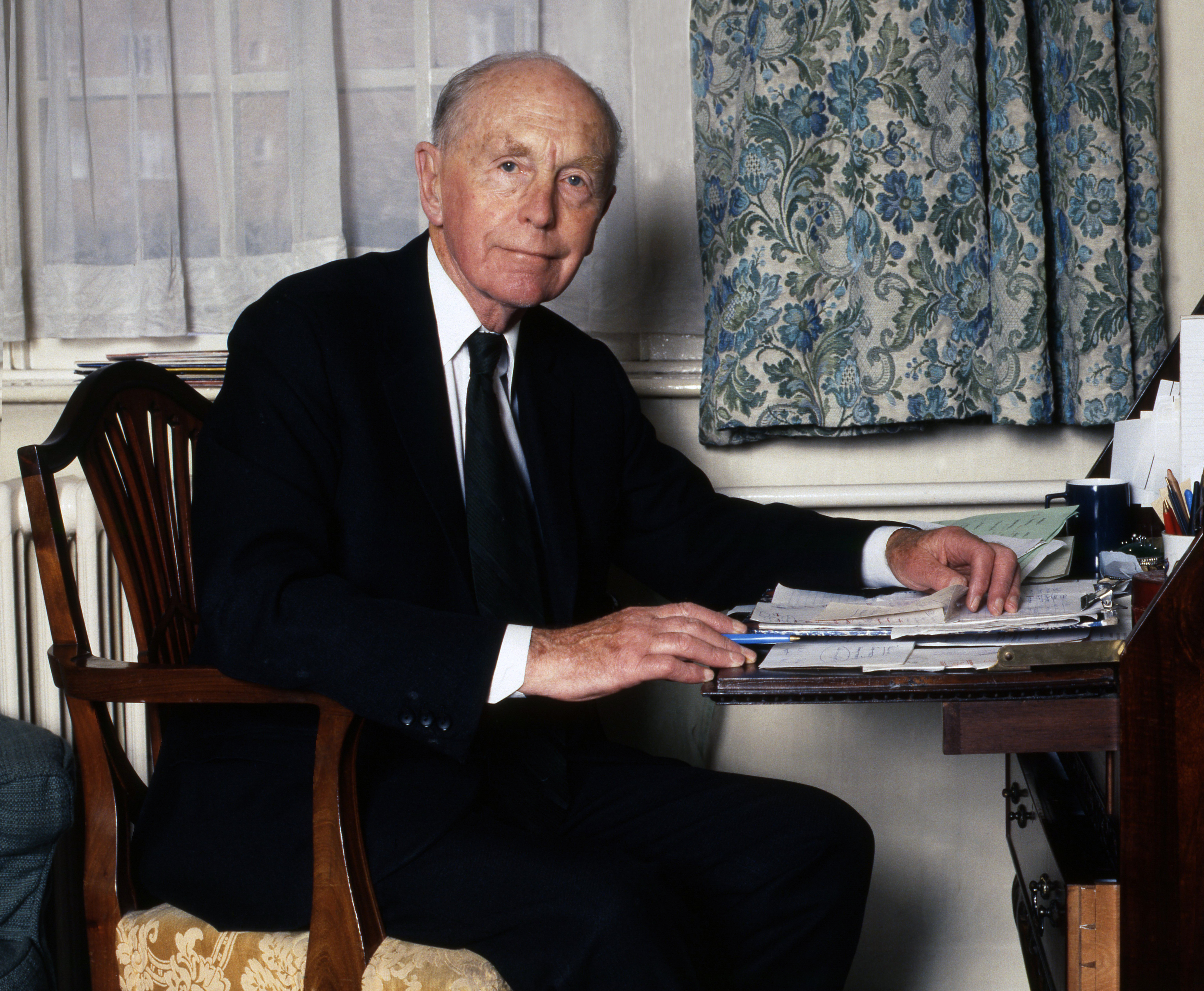
前首相亞歷克·道格拉斯-休姆

與下議院不同的是，上議院並不制衡首相及其政府。唯下議院可迫使首相去職，或通過不信任動議以召開選舉，或撤回歲出。上議院對政府的監督頗為受限。
內閣大多數的閣員出自下議院，而非上議院。具體的說，自1902年以來，所有的首相盡屬下院議員，之後僅有亞歷克·道格拉斯-休姆此一特例，身為伯爵的他於1963年開始擔任首相後放棄貴族身份，並透過補選方式進入下議院。自1982年起，除大法官與上議院領袖外，主要的內閣職務，皆非由貴族擔任，至2007年，更首次有庶民出任大法官。不過，上議院仍是新進閣員的來源之一。

## 當前組合
（下表統計至2022年4月1日）
上議院席次 （页面存档备份，存于）
| 所屬政黨 | 所屬政黨   | 終身貴族 | 世襲貴族† | 靈職 | 總數 |
|          | 保守黨     | 210      | 46        | -    | 256  |
|          | 工黨       | 163      | 4         | -    | 167  |
|          | 自由民主黨 | 80       | 3         | -    | 83   |
|          | 中立議員   | 150      | 34        | -    | 184  |
|          | 靈職       | -        | -         | 24   | 24   |
|          | 無所屬     | 36       | 2         | -    | 38   |
|          | 其他       | 13       | 0         | -    | 13   |
| 總數     | 總數       | 652      | 89        | 24   | 765  |

## 注腳

### 引用
1. ↑  . Parliament of the United Kingdom.   [2019-12-17]. （原始内容存档于2021-05-07）.
2. ↑  . Parliament of the United Kingdom.   [2019-12-17]. （原始内容存档于2021-05-01）.
3. ↑  .   [2014-05-16]. （原始内容存档于2015-04-02）.
4. ↑  .   [2014-05-16]. （原始内容存档于2016-03-06）.
5. ↑  . Now 新聞. 2024-09-06  [2024-09-06]. （原始内容存档于2024-09-06） （中文（香港））.
6. ↑  Courea, Eleni; correspondent, Eleni Courea Political. . The Guardian. 2024-09-04.

## 外部連結
- The British Broadcasting Corporation. (2005). "A–Z of Parliament." （页面存档备份，存于）
- The Guardian. (2005). "Special Report: House of Lords." （页面存档备份，存于）
- The Parliament of the United Kingdom. Official website. （页面存档备份，存于）
- The Parliament of the United Kingdom. Parliament Live TV. （页面存档备份，存于）
- BBC Timeline: The House of Lords and reform （页面存档备份，存于）